# Évelyne Trouillot
Évelyne Trouillot Morisset (Puerto Príncipe, 2 de enero de 1954) es una galardonada escritora haitiana que escribe en francés y Criollo haitiano.

## Biografía
Hija de Ernest Trouillot y Anne-Marie Morisset, nació en Puerto Príncipe (Haití). Después de terminar la escuela secundaria, se fue a Estados Unidos donde estudió idiomas y educación a nivel universitario. En 1987 regresó a su país natal para enseñar francés en la Universidad Estatal de Haití. En 2002, Évelyne, su hija Nadève Ménard y su hermano Lyonel fundaron Pré-Texte, una organización de escritores que patrocina talleres de lectura y escritura.
Su hermano Lyonel es también escritor; su hermana Jocelyne es escritora y académica. Su hermano Michel-Rolph es antropólogo y académico. El historiador haitiano Henock Trouillot era su tío.
En 2012, Trouillot recibió el Premio Canute A. Brodhurst de ficción breve de la revista The Caribbean Writer. Su trabajo ha sido traducido al alemán, inglés, español e italiano y ha sido publicado en revistas de Cuba, Francia, México, Chile y Canadá.
Tracy Denean Sharpley-Whiting llamó a Rosalie l’infâme «una maravillosa contribución al corpus de escritoras francófonas en el Caribe».

## Obras seleccionadas
- La chambre interdite, short story collection (1996)[10]
- Sans parapluie de retour, poetry (2001)
- Parlez-moi d’amour, stories (2002)
- Rosalie l’infâme, novel (2003), recibió el Prix de la romancière francophone entregado por el Soroptimist Club de Grenoble, publicado en inglés como The Infamous Rosalie (2013)[5][11]
- L'ile De Ti Jean, literatura infantil (2003)[6][12]
- Plidetwal, poetry (2005), en creol
- Le Bleu de l’île, play (2005), recibió el Prix Beaumarchais de Ecritures Théâtrale Contemporaines en el Caribe[8]
- e Mirador aux étoiles, novel (2007)
- La mémoire aux abois, novel (2010), recibió el Prix Carbet de la Caraïbe et du Tout-Monde, traducido al inglés como Memory at Bay (2015)
- La fille à la guitare / Yon fi, yon gita, yon vwa, literatura infantil (2012), en francés y creol
- Absences sans frontières, novela (2013)
- Le Rond Point, novel (2015), recibió el Prix Barbancourt[8]
- Les Jumelles de la rue Nicolas., édition Project îles (2022)